# Puchacz malajski
Puchacz malajski (Bubo sumatranus) – gatunek średniej wielkości ptaka z rodziny puszczykowatych (Strigidae), występujący w Azji Południowo-Wschodniej. Bliski zagrożenia.

## Występowanie i biotop
Puchacz malajski występuje w Azji Południowo-Wschodniej, od południowej części Tajlandii i Mjanmy, przez Półwysep Malajski, po Jawę, Borneo, Sumatrę, Bali oraz inne okoliczne wyspy. Zasiedla lasy tropikalne do wysokości 1600 m n.p.m.

## Systematyka
Niektórzy autorzy zaliczają ten gatunek do rodzaju Ketupa wydzielonego z Bubo.

### Podgatunki
Międzynarodowy Komitet Ornitologiczny (IOC) wyróżnia trzy podgatunki, które zamieszkują:
- B. s. sumatranus (Raffles, 1822) – południowa Mjanma, południowo-zachodnia Tajlandia, Półwysep Malajski, Bangka i Sumatra
- B. s. strepitans (Temminck, 1823) – Jawa i Bali
- B. s. tenuifasciatus Mees, 1964 – Borneo.

### Etymologia
- Bubo: epitet gatunkowy Strix bubo Linnaeus, 1758; łac. bubo, bubonis „puchacz”, od gr. βυας buas „puchacz”[9].
- sumatranus: Sumatra, Indonezja, od sansk. Samudra „morze” (nazwa została później zniekształcona przez europejskich podróżników)[10].
- strepitans: łac. strepitans, strepitantis „hałaśliwy, głośny”, od strepere „głośno hałasować”[11].
- tenuifasciatus: łac. tenuis, tenue „smukły”; późnołac. fasciatus „w paski, opasany”, od łac. fascia „pasek”[12].

## Morfologia
Długość ciała około 46 cm. Upierzenie czarno-brązowe prążkowane, płowe z drobniejszym wzorem na piersi. Spód jaśniejszy, prążkowany. Duże pęczki piór na czubku głowy, skierowane poziomo z białymi kreskami nad ciemnobrązowymi oczami. Dziób i stopy żółte. Samica może być większa od samca.

## Ekologia i zachowanie

### Tryb życia
Ptaki trudno wypatrzeć w ciągu dnia, kiedy dobrze schowane odpoczywają w kryjówkach pośród roślinności – dodatkowy kamuflaż zapewnia im prążkowane upierzenie.

### Pożywienie
Pokarm stanowią bezkręgowce oraz mniejsze kręgowce.

### Lęgi
Puchacze malajskie prawdopodobnie łączą się w pary na całe życie i w kolejnych latach wracają na lęgi do tego samego miejsca. Samica składa 1 białe jajo do gniazda w dziupli lub na odroślach paproci (zanokcicy gniazdowej).

## Status
Międzynarodowa Unia Ochrony Przyrody (IUCN) uznaje puchacza malajskiego za gatunek bliski zagrożenia (NT – Near Threatened) od 2022 roku; wcześniej, od 1988 był uznawany za gatunek najmniejszej troski (LC – Least Concern). Liczebność populacji nie została oszacowana, ale ptak ten opisywany jest jako od rzadkiego po lokalnie pospolity. BirdLife International uznaje trend liczebności populacji za spadkowy. Główne zagrożenie to utrata środowiska, bywa też chwytany dla handlu dzikimi zwierzętami.

## Galeria

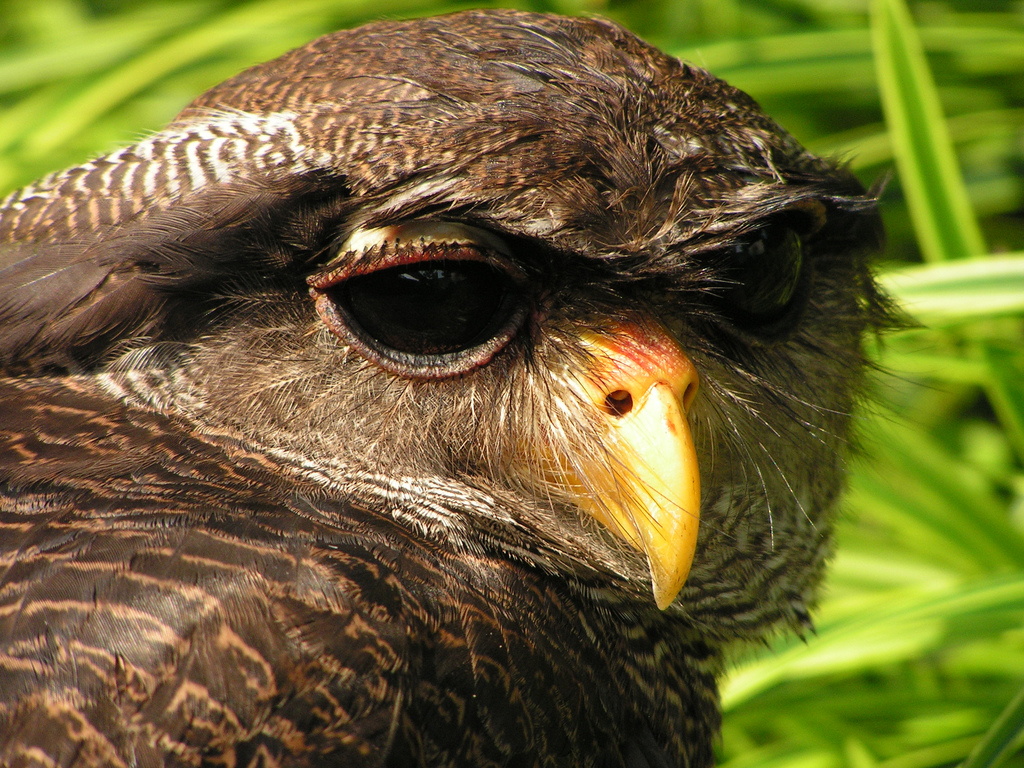
Kuala Lumpur Bird Park
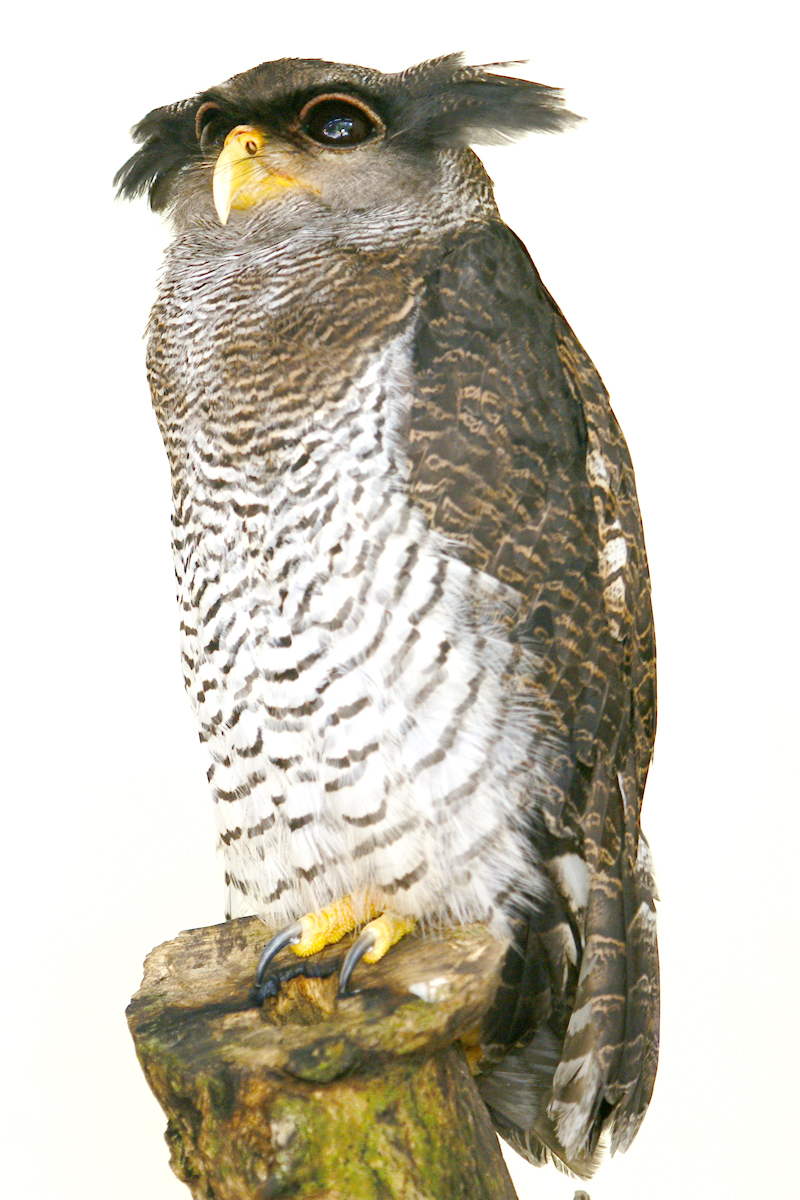
Kuala Lumpur Bird Park
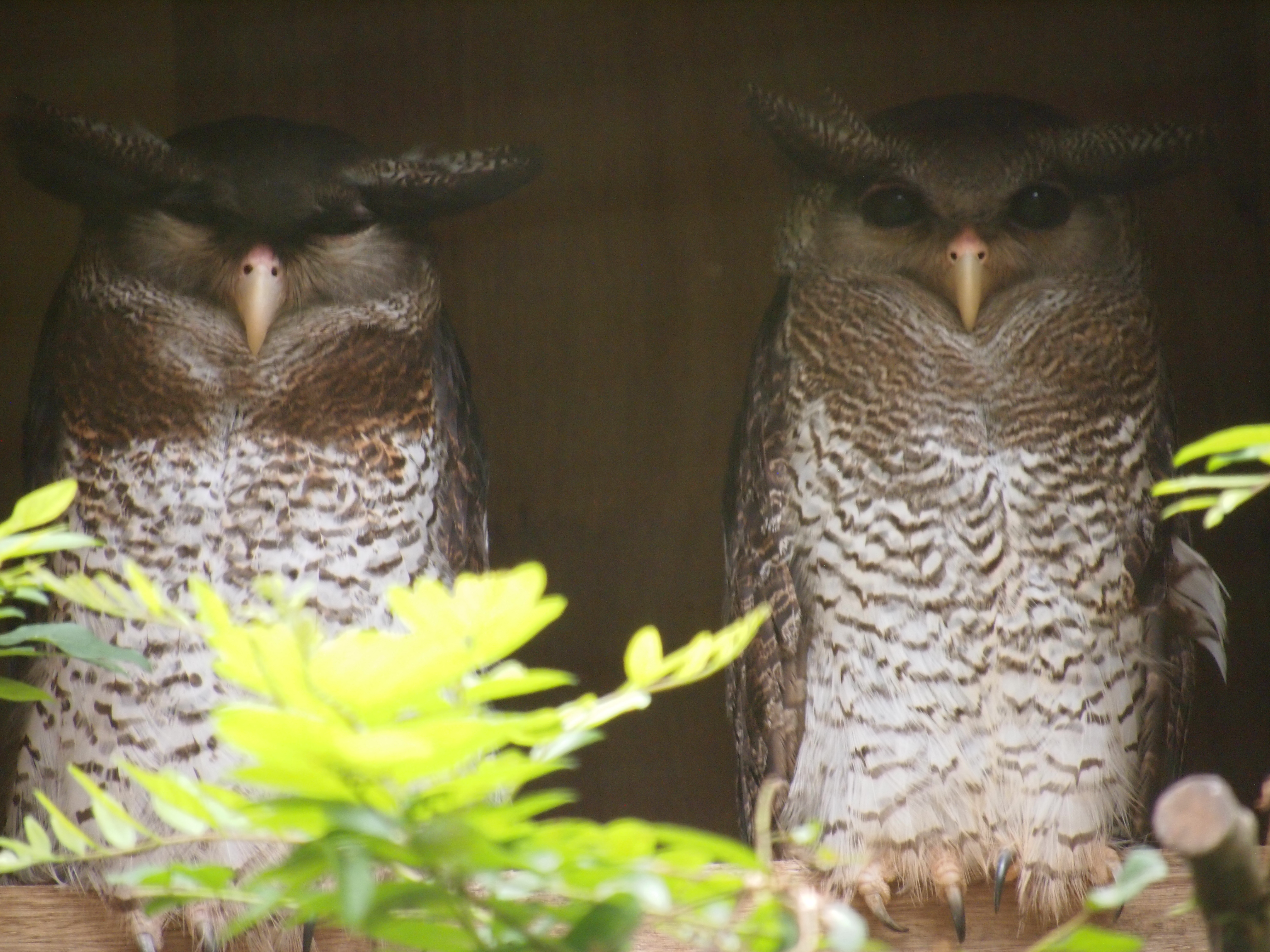
Para puchaczy malajskich w National Zoo Malezja (ms. Zoo Negara)
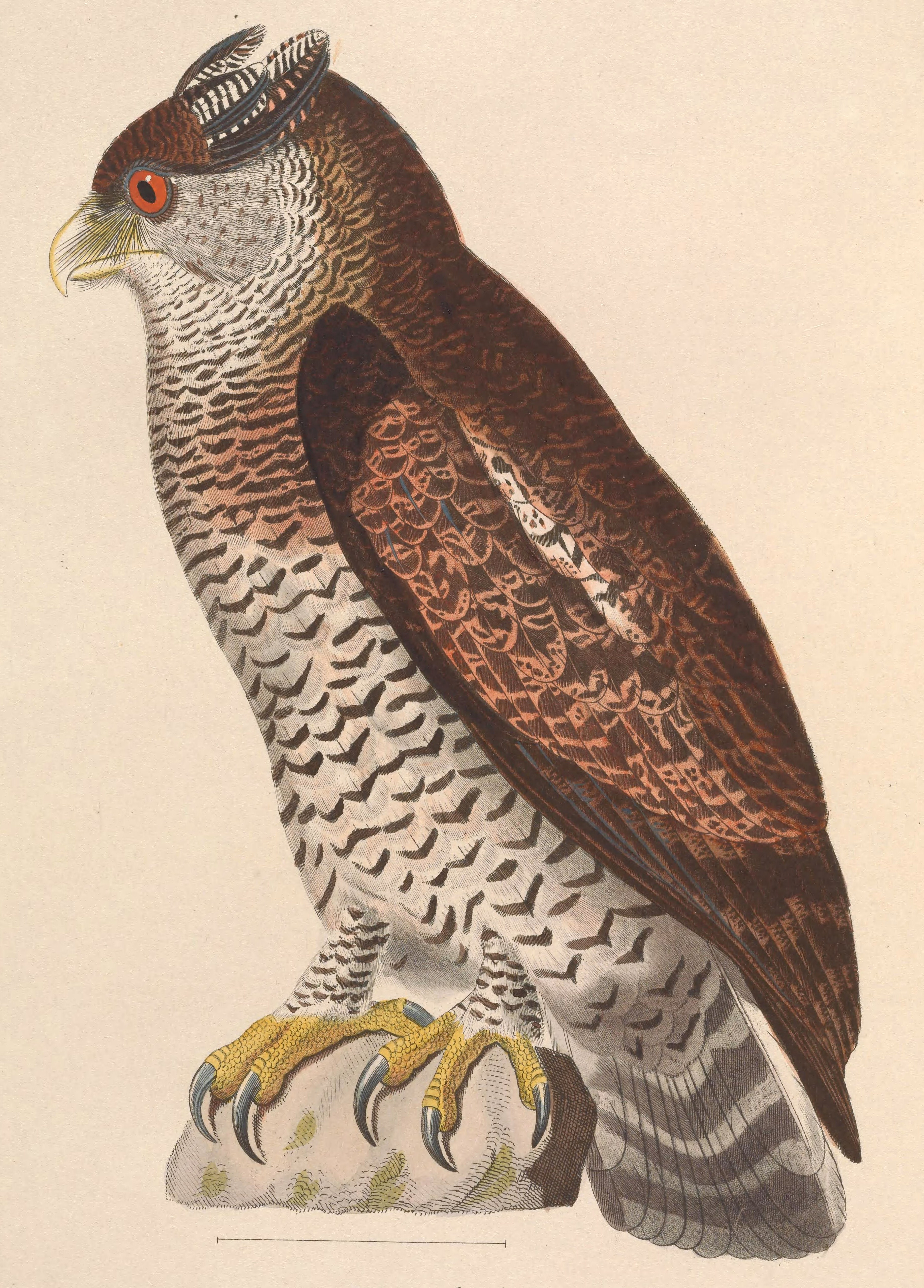
Puchacz malajski na rysunku z książki z 1838 roku
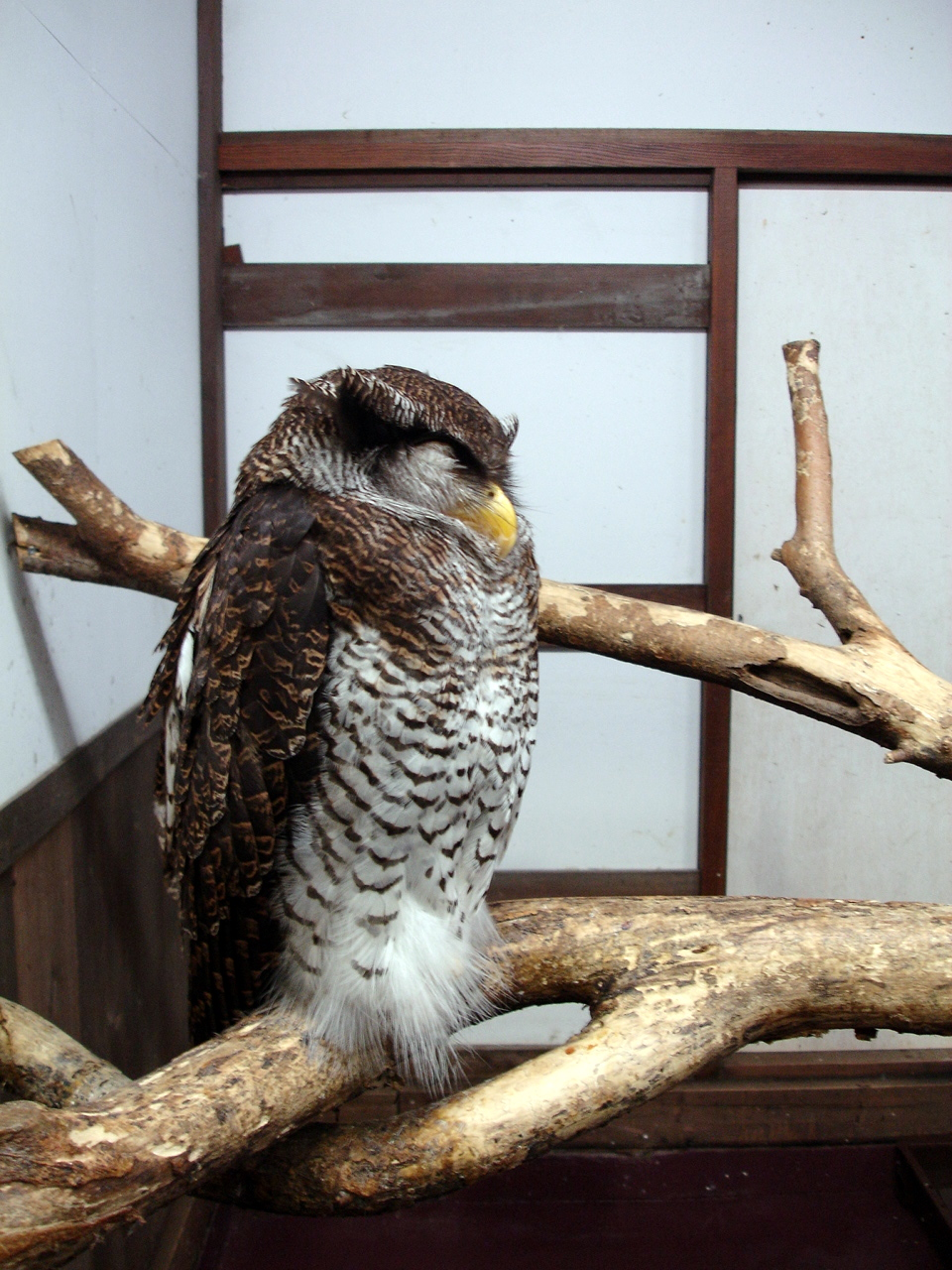
Kacho-en Kakegawa (Japonia)